# Велика війна: Американський фронт
Велика війна: Американський фронт (англ. The Great War: American Front) — перший роман про альтернативну історію в трилогії «Велика війна» Гаррі Тертлдава. Це друга частина серії романів Тертлдова «Зброя Півдня». Він охоплює серію «Південна перемога» з 1914 по 1915 рік.

## Короткий зміст сюжету
Після прологу з Робертом Едвардом Лі, який розгромив Потомакську армію в битві при Кемп-Гілл, штат Пенсільванія завдяки тому, що він не втратив Спеціальний наказ 191, у жовтні 1862 року, і наступне англо-французьке дипломатичне визнання Конфедеративних Штатів Америки. Озлоблений Авраам Лінкольн каже британському послу Річарду Лайонсу, що Сполучені Штати врешті-решт відплатять, знайшовши європейського союзника, який би відповів Сполученому Королівству та Франції; посол зневажливо сміється, але пророцтво Лінкольна збувається, коли до 1914 року США стануть міцним союзником імперської Німеччини.
У ширшому контексті Південної серії перемог КША і США залишалися ворожими державами щодо один до одного протягом десятиліть між 1862 і 1914 роками. Друга військова поразка США від КША у Другій мексиканській війні (1881—1882) значно посилила обурення та ненависть до Конфедеративних Штатів у США, де День пам'яті став похмурим офіційним святом на честь капітуляції 1882 року та збереження живих мріють про помсту за два приниження, завдані Півднем.
Основний сюжет роману починається 28 червня 1914 року, в той самий день, коли ерцгерцог Франц Фердинанд і його дружина Софія, герцогиня Гогенберг Австро-Угорська, були вбиті в Сараєво Недельком Чабріновичем, який кинув в їхню машину бомбу, яка вибухнула (на відміну від Гаврило Принцип із рушницею в нашій хроніці), причому інцидент втягнув європейські держави у вир війни. Під час вибуху альтернативної Першої світової війни, відомої як Велика війна, США та КША опиняються по різні боки розколу відповідно між Центральними державами та державами Антанти. Бойові дії в Європі швидко поширюються на Північну Америку, де пронімецькі Сполучені Штати на чолі з президентом Теодором Рузвельтом і 75-річним генералом Джорджем Армстронгом Кастером оголошують війну КША президента Вудро Вільсона, який є союзником Сполученого Королівства, Франції, і Росії. Після захоплення Конфедерацією Вашингтона, округ Колумбія, і вторгнення в Пенсільванію, а також початкового вторгнення США в Кентуккі, Канаду та Західну Вірджинію, конфлікт переріс у окопну війну.
Наприкінці роману, восени 1915 року, конфедератів повільно витісняють з Пенсильванії до Меріленду, а отруйний газ допомагає армії США повільно просуватися через Кентуккі. За річкою Міссісіпі, в західній частині континенту, конфлікт є війною за просування, коли США просуваються вглиб Секвойї (штат Оклахома у нашому світі) та Сонори, що належить Конфедерації. У ширшому світі війна проходила майже так само, як і в реальній історії, але США успішно відвоювали у Британії Сандвічеві острови (Гаваї), а Аргентина приєдналася до Антанти і воює з союзником Центральних держав — Чилі.
У Канаді британські та канадські війська повільно відкидаються до Гвельфа, Онтаріо, а американські солдати успішно закріплюються на північному березі річки Святого Лаврентія. Вінніпег залишається в руках Канади, що дозволяє Канаді залишатися у війні.
Роман закінчується початком марксистського повстання афроамериканців проти уряду КША, який відволікається від війни.
Більшість персонажів книги — звичайні люди, які потрапили у великий світ глобальної війни. Одним із головних героїв книги, який грає головну роль у серіалі, є сержант артилерії Конфедерації, на ім'я Джейк Фезерстон.
За цією книгою слідує «Велика війна: прогулянка в пеклі», а потім «Велика війна: прориви».

## Подібні роботи
Ідея про те, що в 1914 році Теодор Рузвельт був президентом США, а Вудро Вільсон — президентом Конфедерації, також виникла в книзі Мак-Кінлі Кантора «Якби Південь виграв громадянську війну», опублікованій у формі журналу в 1960 році та у формі книги в 1961 році. У вступі до перевидання цього тому Тертлдов сказав, що ця ідея була надто гарною, щоб не використати її у власній серії (у версії Кантора США та КША були союзниками в обох світових війнах, разом воюючи проти Німеччини та нарешті возз'єднавшись у 1961 році).
Трьома десятиліттями тому коротка художня проза «Якби Роберт Е. Лі не виграв битву при Геттісбурзі» Вінстона Черчилля, опублікована в «Якби це сталося інакше» (1931), використовувала ту саму ідею.

## Рецензія
SF Site дав змішану рецензію на книгу, заявивши, що «є просто забагато персонажів на дуже багатьох різних театрах війни і занадто багато суперечок між ними», але «Незважаючи на мою критику, врешті-решт я пішов з Американського фронту з глибшою вдячністю за світ, у якому я насправді живу». У своїй рецензії Кіркус також критично відгукнувся, назвавши книгу «майстерною пряжею, чий зв'язок із реальністю, невпевнений на початку, стає все слабшим із кожною сторінкою». Publishers Weekly висловив більше похвали у своїй рецензії, назвавши її «надсучасною альтернативною історією, не менше» та надавши книжці зіркової рецензії.